# Chacornac
Chacornac is een van de oudste esoterische uitgeverijen uit Frankrijk.
Uitgeverij en boekhandel waren gelegen aan de Quai Saint-Michel 9 en 11 tegenover de Notre-Dame van Parijs.
Stichter Henri Chacornac had in 1884 zijn Librairie Générale des Sciences Occultes opgericht, waaraan hij later zijn eigen naam verleende: Librairie Chacornac. In 1901 nam hij het fonds over van uitgeverij Lucien Chamuel, eveneens in Parijs en hij zette diens uitgeversactiviteiten verder, naast de boekhandel.
Chacornac profileerde zich als uitgever van esoterie, alchemie, hermetisme, spagyrie, occultisme, astrologie en martinisme.
Sedert haar oprichting in 1890 gaf Chacornac het tijdschrift Le Voile d'Isis van Papus uit. Onder invloed van René Guénon werd het in 1936 omgedoopt tot Etudes Traditionnelles. Het tijdschrift zou definitief verdwijnen in 1992.
De uitgeverij heeft de werken uitgegeven van een aantal bekende esoterische auteurs als Papus, Eliphas Lévi, Joséphin Péladan, Albert Poisson, Johann Georg Gichtel, Baglis, Johannes Trithemius, Thomas van Aquino, Martinez de Pasqualis, Ramon Llull, Heinrich Khunrath, Guillaume Postel, Franz von Baader, Theodore Tiffereau, Cyliani, Paul Choisnard, René Guénon, Frithjof Shuon, Lazare-Républicain Lenain, Plotinus, Léonce de Larmandie, Michel de Soccoa, John Dee, Valentinus, Saint-Yves d'Alveydre, Jean Bricaud, Paracelsus en Fabre d'Olivet .
Later werd de uitgeverij overgenomen door zijn zonen Paul Chacornac en Louis Chacornac. Na bijna een eeuw kwam de uitgeverij in andere handen en werd omgedoopt tot Editions Traditionnelles.